# Tommy Holmes
Thomas Francis Holmes (Brooklyn, Nueva York, 29 de marzo de 1917-Boca Raton, Florida, 14 de abril de 2008), más conocido como Tommy Holmes, fue un jugador profesional estadounidense de béisbol que se desempeñó en la posición de jardinero derecho en las Grandes Ligas de Béisbol (MLB).

## Carrera
Holmes jugó como profesional diez temporadas en Boston Braves (1942-1951), después pasó a Brooklyn Dodgers, donde jugó una temporada (1952), y fue el equipo en el que se retiró.

## Títulos
Fue campeón en jonrones de la Liga Nacional en una oportunidad (1945).